# NRJ Music Awards

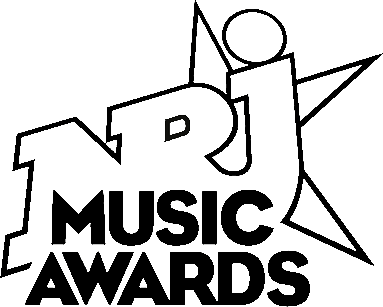
Logo de los premios

Los NRJ Music Awards son unos premios musicales creados en 2000 por la cadena de radio francesa NRJ en colaboración con el canal de televisión francés TF1. Los premios se entregan en Cannes.

## Categorías
Cada año son premiados, los músicos en las siguientes categorías:
- Revelación francófona del año
- Revelación internacional del año
- Artista masculino francófono del año
- Artista masculino internacional del año
- Artista femenina francófona del año
- Artista femenina internacional del año
- Canción francófona del año
- Canción internacional del año
- Álbum francófono del año
- Álbum internacional del año
- Grupo/dúo francófono del año
- Grupo/dúo internacional del año
- Videoclip del año

NRJ se reserva el derecho de escoger 5 nominados en cada categoría y los somete al voto de los internautas en su web. 
El jurado de NRJ y TF1 pesa un 25% y el público un 75%.

## Premiados

### Edición 2000
| Categorías                              | Ganadores                                                                   |
| --------------------------------------- | --------------------------------------------------------------------------- |
| Revelación francófona del año           | Hélène Ségara                                                               |
| Revelación internacional del año        | Tina Arena                                                                  |
| Artista masculino francófono del año    | David Hallyday                                                              |
| Artista masculino internacional del año | Will Smith                                                                  |
| Artista femenina francófona del año     | Mylène Farmer                                                               |
| Artista femenina internacional del año  | Mariah Carey                                                                |
| Canción francófona del año              | Zebda - Tomber la chemise                                                   |
| Canción internacional del año           | Lou Bega - Mambo No. 5                                                      |
| Álbum francófono del año                | Mylène Farmer - Innamoramento                                               |
| Álbum internacional del año             | Whitney Houston - My Love Is Your Love                                      |
| Grupo/dúo francófono del año            | Zebda                                                                       |
| Grupo/dúo internacional del año         | Texas                                                                       |
| Página musical de Internet del año      | Jamiroquai                                                                  |
| Concierto del año                       | Mylène Farmer                                                               |
| Premio musical de honor de NRJ          | Tina Turner por su carrera musical Bono de U2 por su actividad humanitaria. |

### Edición 2001
| Categorías                              | Ganadores                            |
| --------------------------------------- | ------------------------------------ |
| Revelación francófona del año           | Alizée                               |
| Revelación internacional del año        | Anastacia                            |
| Artista masculino francófono del año    | Pascal Obispo                        |
| Artista masculino internacional del año | Moby                                 |
| Artista femenina francófona del año     | Mylène Farmer                        |
| Artista femenina internacional del año  | Madonna                              |
| Canción francófona del año              | Roméo & Juliette - Les Rois du monde |
| Canción internacional del año           | Anastacia - I'm Outta Love           |
| Álbum francófono del año                | Hélène Ségara - Au nom d'une femme   |
| Álbum internacional del año             | Madonna - Music                      |
| Grupo/dúo francófono del año            | Les Dix Commandements                |
| Grupo/dúo internacional del año         | The Corrs                            |
| Página musical de Internet del año      | Alizée                               |
| Premio musical de honor de NRJ          | Les Enfoirés por su acto caritativo. |

### Edición 2002
| Categorías                              | Ganadores                                                                                             |
| --------------------------------------- | --- |
| Revelación francófona del año           | Eve Angeli                                                                                            |
| Revelación internacional del año        | Dido                                                                                                  |
| Artista masculino francófono del año    | Garou                                                                                                 |
| Artista masculino internacional del año | Michael Jackson                                                                                       |
| Artista femenina francófona del año     | Mylène Farmer                                                                                         |
| Artista femenina internacional del año  | Jennifer Lopez                                                                                        |
| Canción francófona del año              | Axel Bauer & Zazie - A ma place                                                                       |
| Canción internacional del año           | Geri Halliwell - It's Raining Men                                                                     |
| Álbum francófono del año                | Gérald de Palmas - Marcher dans le sable                                                              |
| Álbum internacional del año             | Dido - No Angel                                                                                       |
| Grupo/dúo francófono del año            | Garou & Céline Dion                                                                                   |
| Grupo/dúo internacional del año         | Destiny's Child                                                                                       |
| Página musical de Internet del año      | Garou                                                                                                 |
| Premio musical de honor de NRJ          | Ensemble contre le Sida por su acción caritativa. Opération "Pièces Jaunes" por su acción caritativa. |

### Edición 2003
| Categorías                              | Ganadores                                                                   |
| --------------------------------------- | --------------------------------------------------------------------------- |
| Revelación francófona del año           | Jenifer                                                                     |
| Revelación internacional del año        | Las Ketchup                                                                 |
| Artista masculino francófono del año    | Gérald De Palmas                                                            |
| Artista masculino internacional del año | Billy Crawford                                                              |
| Artista femenina francófona del año     | Mylène Farmer                                                               |
| Artista femenina internacional del año  | Shakira                                                                     |
| Canción francófona del año              | Renaud & Axelle Red - Manhattan-Kaboul                                      |
| Canción internacional del año           | Shakira - Whenever Wherever                                                 |
| Álbum francófono del año                | Indochine - Paradize                                                        |
| Álbum internacional del año             | Shakira - Laundry Service                                                   |
| Grupo/dúo francófono del año            | Renaud & Axelle Red                                                         |
| Grupo/dúo internacional del año         | The Calling                                                                 |
| Página musical de Internet del año      | Jennifer Lopez                                                              |
| Premio musical de honor de NRJ          | Phil Collins por su carrera musical Johnny Hallyday por su carrera musical. |

### Edición 2004
| Categorías                              | Ganadores                                                     |
| --------------------------------------- | ------------------------------------------------------------- |
| Revelación francófona del año           | Nolwenn Leroy                                                 |
| Revelación internacional del año        | Evanescence                                                   |
| Artista masculino francófono del año    | Calogero                                                      |
| Artista masculino internacional del año | Justin Timberlake                                             |
| Artista femenina francófona del año     | Jenifer                                                       |
| Artista femenina internacional del año  | Dido                                                          |
| Canción francófona del año              | Kyo - Le chemin                                               |
| Canción internacional del año           | Blue & Elton John - Sorry Seems to Be the Hardest Word        |
| Álbum francófono del año                | Kyo - Le chemin                                               |
| Álbum internacional del año             | Dido - Life For Rent                                          |
| Grupo/dúo francófono del año            | Kyo                                                           |
| Grupo/dúo internacional del año         | Linkin Park                                                   |
| Página musical de Internet del año      | Kyo                                                           |
| Premio musical de honor de NRJ          | Madonna por su trayectoria Sol En Si por su labor humanitaria |

### Edición 2005
| Categorías                              | Ganadores                                                 |
| --------------------------------------- | --------------------------------------------------------- |
| Revelación francófona del año           | Emma Daumas                                               |
| Revelación internacional del año        | Maroon 5                                                  |
| Artista masculino francófono del año    | Roch Voisine                                              |
| Artista masculino internacional del año | Usher                                                     |
| Artista femenina francófona del año     | Jenifer                                                   |
| Artista femenina internacional del año  | Avril Lavigne                                             |
| Canción francófona del año              | K-Maro - Femme Like U                                     |
| Canción internacional del año           | Maroon 5 - This Love                                      |
| Álbum francófono del año                | Jenifer - Le passage                                      |
| Álbum internacional del año             | Black Eyed Peas - Don't phunk with my heart               |
| Grupo/dúo francófono del año            | Calogero & Passi                                          |
| Grupo/dúo internacional del año         | Blue                                                      |
| Clip del año                            | Corneille - Parce qu'on vient de loin                     |
| Premio musical de honor de NRJ          | U2 por su carrera musical AMADE por su acción humanitaria |

### Edición 2006
| Categorías                              | Ganadores                                          |
| --------------------------------------- | -------------------------------------------------- |
| Revelación francófona del año           | Grégory Lemarchal                                  |
| Revelación internacional del año        | James Blunt                                        |
| Artista masculino francófono del año    | Raphaël Haroche                                    |
| Artista masculino internacional del año | Robbie Williams                                    |
| Artista femenina francófona del año     | Jenifer                                            |
| Artista femenina internacional del año  | Madonna                                            |
| Canción francófona del año              | M. Pokora - Elle me contrôle                       |
| Canción internacional del año           | Shakira - La Tortura                               |
| Álbum francófono del año                | Mylène Farmer - Avant que l'ombre…                 |
| Álbum internacional del año             | Black Eyed Peas - Monkey Business                  |
| Grupo/dúo francófono del año            | Le Roi Soleil                                      |
| Grupo/dúo internacional del año         | Black Eyed Peas                                    |
| Clip del año                            | M. Pokora - Elle me contrôle                       |
| Premio musical de honor de NRJ          | Bob Geldof por la organización del proyecto Live 8 |

### Edición 2007
| Categorías                              | Ganadores                           |
| --------------------------------------- | ----------------------------------- |
| Revelación francófona del año           | Christophe Maé                      |
| Revelación internacional del año        | Nelly Furtado                       |
| Artista masculino francófono del año    | M. Pokora                           |
| Artista masculino internacional del año | Justin Timberlake                   |
| Artista femenina francófona del año     | Diam's                              |
| Artista femenina internacional del año  | Christina Aguilera                  |
| Canción francófona del año              | Diam's - La boulette                |
| Canción internacional del año           | Rihanna - Unfaithful                |
| Álbum francófono del año                | Diam's - Dans ma bulle              |
| Álbum internacional del año             | Christina Aguilera - Back To Basics |
| Grupo/dúo francófono del año            | Le Roi Soleil                       |
| Grupo/dúo internacional del año         | Tokio Hotel                         |
| Clip del año                            | M. Pokora - De retour               |
| DJ del año                              | Bob Sinclar                         |

### Edición 2008
| Premio musical de honor de NRJ          | Céline Dion por su carrera musical Michael Jackson por su carrera musical Kylie Minogue por su carrera musical. |
| Revelación francófona del año           | Christophe Willem                                                                                               |
| Revelación internacional del año        | Mika |
| Artista masculino francófono del año    | Christophe Maé                                                                                                  |
| Artista masculino internacional del año | Justin Timberlake                                                                                               |
| Artista femenina francófona del año     | Jenifer |
| Artista femenina internacional del año  | Avril Lavigne                                                                                                   |
| Canción francófona del año              | Christophe Maé - On s'attache                                                                                   |
| Canción internacional del año           | Rihanna - Don't Stop the Music                                                                                  |
| Álbum francófono del año                | Christophe Willem - Inventaire                                                                                  |
| Álbum internacional del año             | Britney Spears - Blackout                                                                                       |
| Grupo/dúo francófono del año            | Superbus |
| Grupo/dúo internacional del año         | Tokio Hotel |
| Clip del año                            | Fatal Bazooka featuring Yelle - Parle à ma main                                                                 |

### Edición 2009
| Premio musical de honor de NRJ          | Coldplay por toda su carrera artística |
| Revelación francófona del año           | Zaho                                   |
| Revelación internacional del año        | Jonas Brothers                         |
| Artista masculino francófono del año    | Christophe Maé                         |
| Artista masculino internacional del año | Enrique Iglesias                       |
| Artista femenina francófona del año     | Jenifer                                |
| Artista femenina internacional del año  | Britney Spears                         |
| Canción francófona del año              | Christophe Maé - Belle Demoiselle      |
| Canción internacional del año           | Rihanna - Disturbia                    |
| Álbum francófono del año                | Mylène Farmer - Point de Suture        |
| Álbum internacional del año             | Katy Perry - One of the Boys           |
| Grupo/dúo francófono del año            | Cléopâtre                              |
| Grupo/dúo internacional del año         | The Pussycat Dolls                     |
| Clip del año                            | Britney Spears - Womanizer             |

### Edición 2010
| Premio musical de honor de NRJ                        | Robbie Williams por su carrera musical Beyoncé por su carrera musical |
| Álbum francófono del año                              | Christophe Willem - Caféine                                           |
| Álbum internacional del año                           | David Guetta - One Love                                               |
| Artista femenina francófona del año                   | Sofia Essaïdi                                                         |
| Artista femenina internacional del año                | Rihanna                                                               |
| Artista masculino francófono del año                  | Christophe Willem                                                     |
| Artista masculino internacional del año               | Robbie Williams                                                       |
| Canción francófona del año                            | Mozart, l'opéra rock - L'Assasymphonie                                |
| Canción internacional del año                         | Black Eyed Peas - I Gotta Feeling                                     |
| Grupo/dúo francófono del año                          | Mozart, la ópera rock                                                 |
| Grupo/dúo internacional del año                       | Tokio Hotel                                                           |
| Revelación francófona del año                         | Florent Mothe de Mozart, la ópera rock                                |
| Revelación internacional del año                      | Lady Gaga                                                             |
| La canción más descargada del año (fuera de concurso) | Helmut Fritz - Ça m'énerve                                            |

### Edición 2011
| Premio musical de honor de NRJ          | David Guetta por ser el artista internacional más famoso de Francia. |
| Concierto del año                       | The Black Eyed Peas                                                  |
| Clip del año                            | Lady Gaga & Beyonce - Telephone                                      |
| Artista femenina francófona del año     | Jenifer                                                              |
| Artista femenina internacional del año  | Shakira                                                              |
| Artista masculino francófono del año    | M. Pokora                                                            |
| Artista masculino internacional del año | Usher                                                                |
| Canción francófona del año              | M. Pokora - Juste une photo de toi                                   |
| Canción internacional del año           | Shakira featuring Freshlyground - Waka Waka                          |
| Dúo o Grupo Francófono del año          | Justin Nozuka & Zaho                                                 |
| Dúo o Grupo Internacional del Año       | The Black Eyed Peas                                                  |
| Revelación francófona del año           | Joyce Jonathan                                                       |
| Revelación internacional del año        | Justin Bieber                                                        |
| Hit del año                             | Flo Rida featuring David Guetta - Club Can't Handle Me               |

### Edición 2012
| NRJ Music Award de diamante                | Mylène Farmer |
| Premio musical de honor de NRJ             | Shakira por su carrera musical y su acción humanitaria Justin Bieber por convertirse en el artista más joven de los NRJ Music Awards. |
| Clip del año                               | LMFAO - Party Rock Anthem |
| Artista femenina francófona del año        | Shy'm |
| Artista femenina internacional del año     | Rihanna |
| Artista masculino francófono del año       | M. Pokora |
| Artista internacional del año              | Mika |
| Canción francesa del año                   | M. Pokora - À nos actes manqués |
| Canción internacional del año              | Adele - Someone like You |
| Mejor venta de discos francófona del año   | Nolwenn Leroy |
| Grupo/dúo o conjunto francófono del año    | Simple Plan & Marie-Mai |
| Grupo/dúo o conjunto internacional del año | LMFAO |
| Revelación francófona del año              | Keen'V |
| Revelación internacional del año           | Adele |

### Edición 2013
| Premio Musical NRJ de Honor              | Johnny Hallyday por toda su carrera musical Patrick Bruel por sus 30 años de carrera Psy por el récord de visitas en Internet |
| Clip del año                             | Psy - Gangnam Style |
| Cantante Francófona Femenina del año     | Shy'm |
| Cantante Internacional Femenina del año  | Rihanna |
| Cantante Francófono Masculino del año    | M. Pokora |
| Cantante Internacional Masculino del año | Bruno Mars |
| Canción Francófona del año               | Sexion d'Assaut - Avant qu'elle parte                                                                                         |
| Canción Internacional del año            | Psy - Gangnam Style |
| Dúo o Grupo Francófono del año           | Sexion d'Assaut |
| Dúo o Grupo Internacional del año        | One Direction |
| Revelación Francófona del Año            | Tal |
| Revelación Internacional del año         | Carly Rae Jepsen |
| Best Digital Moment (fuera de concurso)  | One Direction |

### Edición 2014
| NRJ Music Award de Honor                 | Christophe Maé                 |
| Videoclip del año                        | One Direction - Best Song Ever |
| Cantante Francófona Femenina del año     | Tal                            |
| Cantante Internacional Femenina del año  | Katy Perry                     |
| Cantante Masculino Francófono del año    | Stromae                        |
| Cantante Internacional Masculino del año | Bruno Mars                     |
| Canción Francófona del año               | Stromae - Formidable           |
| Canción Internacional del año            | Katy Perry - Roar              |
| Dúo o Grupo Francófono del año           | Robin des Bois                 |
| Dúo o Grupo Internacional del año        | One Direction                  |
| Revelación Francófona del Año            | Louis Delort                   |
| Revelación Internacional del año         | James Arthur                   |

### Edición 2015
La ceremonia fue realizada el 13 de diciembre de 2014. A continuación, los ganadores:
| Videoclip del año                        | Black M - Me Pavoshko       |
| Cantante Francófona Femenina del año     | Tal                         |
| Cantante Internacional Femenina del año  | Selena Gomez                |
| Cantante Internacional Masculino del año | Pharrell Williams           |
| Canción Francófona del año               | Kendji Girac - Color gitano |
| Canción Internacional del año            | Sia - Chandelier            |
| Dúo o Grupo Francófono del año           | Daft Punk                   |
| Dúo o Grupo Internacional del año        | One Direction               |
| Revelación Francófona del Año            | Kendji Girac                |
| Revelación Internacional del año         | Ariana Grande               |
| DJ del año                               | David Guetta                |

### Edición 2016
| Videoclip del año                        | Christophe Maé - Il est où le bonheur |
| Cantante Francófona Femenina del año     | Tal                                   |
| Cantante Internacional Femenina del año  | Sia                                   |
| Cantante Masculino Francófono del año    | Soprano                               |
| Cantante Internacional Masculino del año | Justin Bieber                         |
| Canción Francófona del año               | Amir - J'ai cherché                   |
| Canción Internacional del año            | Justin Bieber - Love Yourself         |
| Dúo o Grupo Francófono del año           | Fréro Delavega                        |
| Dúo o Grupo Internacional del año        | Coldplay                              |
| Revelación Francófona del Año            | Amir                                  |
| Revelación Internacional del año         | Twenty One Pilots                     |
| DJ del año                               | David Guetta                          |

### Edición 2017
| Videoclip del año                        | Ed Sheeran - Shape of You                            |
| Cantante Francófona Femenina del año     | Louane                                               |
| Cantante Internacional Femenina del año  | Selena Gomez                                         |
| Cantante Masculino Francófono del año    | Soprano                                              |
| Cantante Internacional Masculino del año | Ed Sheeran                                           |
| Canción Francófona del año               | Amir - On dirait                                     |
| Canción Internacional del año            | Luis Fonsi, Daddy Yankee y Justin Bieber - Despacito |
| Dúo o Grupo Francófono del año           | Bigflo & Oli                                         |
| Dúo o Grupo Internacional del año        | Imagine Dragons                                      |
| Revelación Francófona del Año            | Lisandro Cuxi                                        |
| Revelación Internacional del año         | Rag'n'Bone Man                                       |
| DJ del año                               | Kungs                                                |
| Canción más transmitida                  | Ed Sheeran - Shape of You                            |
| NRJ Award de Honor                       | The Weeknd, U2 y Indochine                           |

### Edición de 2018
| Revelación Francófona del Año            | Dadju                                                            |
| Cantante Internacional Masculino del año | Ed Sheeran                                                       |
| Dúo o Grupo Francófono del año           | Bigflo & Oli                                                     |
| Revelación Internacional del año         | / Camila Cabello                                                 |
| Videoclip del año                        | Bigflo & Oli — Demain                                            |
| Cantante Masculino Francófono del año'   | Soprano                                                          |
| Canción Internacional del año            | Maroon 5 con Cardi B — Girls Like You                            |
| Cantante Internacional Femenina del año  | Ariana Grande                                                    |
| Dúo o Grupo Internacional del año        | Imagine Dragons                                                  |
| Cantante Francófona Femenina del año     | Jain                                                             |
| DJ del año                               | DJ Snake                                                         |
| Canción Francófona del año               | Kendji Girac — Pour oublier                                      |
| NRJ Award de Honor                       | Shawn Mendes Dua Lipa por la canción más escuchada One Kiss Muse |